# 상호 (관료)
상호(尙灝, 일본식 이름: 尙川灝吉나오카와 고요시, 1879년 1월 22일 ~ 1948년 2월 4일)는 대한제국, 일제강점기의 관료로, 호는 삼범재(三凡齋)이다.

## 생애
1894년 10월 관립 영어학교에 입학했다. 1898년 10월 학교를 졸업한 뒤 한동안 관립 영어학교 부교사로 재직했지만 같은 해 11월 일본 도쿄로 유학을 떠나게 된다. 1899년 9월부터 1900년 6월까지 도쿄 사립 고슈(工手)학교 예과에 재학했다. 1900년 9월 일본 도쿄 부립 제1고등학교 대학 예비과에 입학했으며 1903년 7월 학과를 수료했다. 1903년 9월 11일 도쿄 제국대학 공과대학 조선학과에 입학했고 1906년 7월 조선인으로는 최초로 일본 대학을 졸업했다. 1906년 9월 대한유학생회 회장으로 선임되었으며 같은 해 10월 귀국했다.
1906년 농상공부 참서관(1906년 11월 19일 임명)을 역임했고 1907년 농상공부 서기관(1907년 6월 20일 임명)과 경성박람회 고문(1907년 8월 1일 임명), 농상공부 공무국장(1907년 9월 17일 임명), 도량형 사무국장(1907년 10월 9일 임명, 농상공부 공무국장 겸임)을 역임했다. 1908년 농상공부 기사(技師, 1908년 1월 1일 임명)를 역임했으며 대한학회 찬성회 발기인 및 간사, 교남교육회(嶠南敎育會) 부회장을 역임했다. 1909년 11월 이토 히로부미 추도회 설행위원으로 참여했다.
함경북도 성진군수(1911년 12월 6일, 1918년 7월 1일 임명)와 함경북도 경성군수(1915년 5월 21일 임명)를 역임했으며 1915년 6월 16일 함경북도 지방토지조사위원회 임시위원으로 임명되었다. 1912년 8월 1일 일본 정부로부터 한국병합기념장을 받았고 1920년부터 1927년까지 충청북도 참여관(1920년 2월 19일 임명)과 경상남도 참여관(1923년 2월 26일 임명), 함경남도 참여관(1926년 9월 6일 ~ 1927년 6월 2일)을 역임했다.
1925년 11월 조선불교단 부산지부 상담역으로 활동하기도 했으며 1926년 7월 22일 일본 정부로부터 훈5등 서보장, 1927년 3월 22일 훈4등 서보장을 받았다. 1927년 6월 3일부터 1933년 6월 2일까지 조선총독부 중추원 참의를 역임했으며 1927년 6월 30일 종4위에 서위되었다.
1930년 7월 20일부터 7월 29일까지 조선총독부 임시 국세 조사과가 국세 조사의 취지를 보급하기 위한 차원에서 주최한 강연회에 참석했으며 1928년 11월 16일 일본 정부로부터 쇼와대례기념장, 1932년 10월 1일 조선 쇼와 5년 국세 조사 기념장을 받았다. 1931년 계명구락부(啓明俱樂部) 전형위원 및 평의원으로 선임되었으며 1932년 대창학원(大昌學院) 모성유치원, 고등과, 여자상업부 설립에 참여했다.
1939년 1월과 1940년 3월 5일, 1941년 2월 10일 국민협회가 일본 중의원에 제출한 중의원 의원 선거법의 조선 시행 요구 청원서에서 국민협회 상의원 자격으로 서명했다. 친일파 708인 명단의 중추원 부문과 도 참여관 부문, 민족문제연구소의 친일인명사전 수록자 명단의 중추원 부문과 관료 부문, 친일반민족행위진상규명위원회가 발표한 친일반민족행위 705인 명단에 포함되었다.

## 참고자료
- 친일반민족행위진상규명위원회 (2009). 〈상호〉. 《친일반민족행위진상규명 보고서 Ⅳ-8》. 서울. 111~126쪽.